# Berth Milton
Berth Milton (Suècia, 26 de novembre de 1926 - 31 de desembre de 2005) fou un fotògraf i empresari suec. El 1965 va fundar la revista Private, la primera revista pornogràfica en color que va generar la Private Media Group, que ha esdevingut una de les empreses del sector de l'erotisme i la pornografia més importants d'arreu del món. A la seva mort, el seu fill Berth Milton Jr ha esdevingut l'accionista majoritari i director de Private Media Group.